# Mikkel M. Pedersen
Mikkel Mejlstrup Pedersen (født 7. januar 1996 i Hobro) er en dansk professionel fodboldspiller, der spiller midtbane for Hobro IK.

## Karriere

### Randers
Mikkel M. Pedersen startede med at spille fodbold for den lokale klub Hobro IK i en alder af fire og udviklede sig gennem forskellige ungdomstrin, inden han skiftede til Randers FC- akademiet på for spillere under 15 år.

### Hobro
Den 20. juli 2016 vendte han tilbage til Hobro uden at have haft spilletid for Randers. Pedersen fik sin professionelle debut for Hobro 31. juli 2016, hvor han erstattede Anders Holvad i 59. minut af en 1-1 hjemmekamp mod FC Helsingør i 1. division. Klubben rykkede op i Pedersens første sæson, hvor han spillede 20 kampe 
Han fik sin debut i Superligaen på den første kampdag i sæsonen 2017-18, en 2-1-sejr over Helsingør, hvor han kom fra bænken for Danny Olsen i 81. minut. 
Pedersen scorede sit første mål den 16. september 2018 og udlignede i kampen mod Vendsyssel FF, som endte uafgjort 1-1 på udebane. 

### Tilbage til Randers
Den 3. august 2022 vendte Pedersen tilbage til Randers FC, som han skrev en tre-årig kontrakt med. 